# دوس (تكساس)
دوس (بالإنجليزية: Doss)‏ هي مدينة أمريكية تقع في ولاية تكساس.ويبلغ عدد سكانها 225 نسمة حسب إحصاء سنة 2010 م.

## المناخ
يظهر الجدول التالي التغييرات المناخية على مدار السنة لدوس:
| البيانات المناخية لـدوس           | البيانات المناخية لـدوس | البيانات المناخية لـدوس | البيانات المناخية لـدوس | البيانات المناخية لـدوس | البيانات المناخية لـدوس | البيانات المناخية لـدوس | البيانات المناخية لـدوس | البيانات المناخية لـدوس | البيانات المناخية لـدوس | البيانات المناخية لـدوس | البيانات المناخية لـدوس | البيانات المناخية لـدوس | البيانات المناخية لـدوس |
| الشهر                             | يناير                   | فبراير                  | مارس                    | أبريل                   | مايو                    | يونيو                   | يوليو                   | أغسطس                   | سبتمبر                  | أكتوبر                  | نوفمبر                  | ديسمبر                  | المعدل السنوي           |
| --------------------------------- | ----------------------- | ----------------------- | ----------------------- | ----------------------- | ----------------------- | ----------------------- | ----------------------- | ----------------------- | ----------------------- | ----------------------- | ----------------------- | ----------------------- | ----------------------- |
| الدرجة القصوى °ف (°م)             | 88 (31)                 | 100 (38)                | 98 (37)                 | 100 (38)                | 105 (41)                | 108 (42)                | 107 (42)                | 109 (43)                | 108 (42)                | 100 (38)                | 92 (33)                 | 98 (37)                 | 109 (43)                |
| متوسط درجة الحرارة الكبرى °ف (°م) | 60 (16)                 | 65 (18)                 | 73 (23)                 | 80 (27)                 | 85 (29)                 | 91 (33)                 | 95 (35)                 | 94 (34)                 | 89 (32)                 | 80 (27)                 | 70 (21)                 | 61 (16)                 | 79 (26)                 |
| المتوسط اليومي °ف (°م)            | 45 (7)                  | 50 (10)                 | 57 (14)                 | 65 (18)                 | 72 (22)                 | 79 (26)                 | 82 (28)                 | 81 (27)                 | 76 (24)                 | 66 (19)                 | 56 (13)                 | 47 (8)                  | 65 (18)                 |
| متوسط درجة الحرارة الصغرى °ف (°م) | 31 (−1)                 | 35 (2)                  | 42 (6)                  | 50 (10)                 | 59 (15)                 | 67 (19)                 | 69 (21)                 | 68 (20)                 | 63 (17)                 | 52 (11)                 | 42 (6)                  | 33 (1)                  | 51 (11)                 |
| أدنى درجة حرارة °ف (°م)           | 6 (−14)                 | 3 (−16)                 | 11 (−12)                | 25 (−4)                 | 36 (2)                  | 46 (8)                  | 54 (12)                 | 51 (11)                 | 36 (2)                  | 26 (−3)                 | 14 (−10)                | 3 (−16)                 | 3 (−16)                 |
| الهطول إنش (مم)                   | .91 (23)                | 1.97 (50)               | 1.74 (44)               | 2.05 (52)               | 3.31 (84)               | 4 (100)                 | 2 (51)                  | 2.52 (64)               | 3 (76)                  | 3.01 (76)               | 2.07 (53)               | 1.37 (35)               | 27.95 (708)             |
| المصدر: The Weather Channel       |                         |                         |                         |                         |                         |                         |                         |                         |                         |                         |                         |                         |                         |